# Europese kampioenschappen schaatsen afstanden 2024 - 3000 meter vrouwen
De 3000 meter vrouwen op de Europese kampioenschappen schaatsen 2024 werd verreden op vrijdag 5 januari 2024 in ijsstadion Thialf in Heerenveen.
Titelverdedigster Irene Schouten werd ditmaal tweede achter haar ploeggenote Marijke Groenewoud. Ragne Wiklund, die dit seizoen alle internationale 3000 meters had gewonnen op langzamere banen, werd derde.

## Uitslag
| #      | Schaatsers             | Land        | Tijd       | Verschil |
| ------ | ---------------------- | ----------- | ---------- | -------- |
| Goud   | Marijke Groenewoud     | Nederland   | 3:56.27 PR |          |
| Zilver | Irene Schouten         | Nederland   | 3:58.70    | +2.43    |
| Brons  | Ragne Wiklund          | Noorwegen   | 3:59.09    | +2.82    |
| 4      | Elisa Dul              | Nederland   | 3:59.30 PR | +3.03    |
| 5      | Francesca Lollobrigida | Italië      | 4:00.96    | +4.69    |
| 6      | Kaitlyn McGregor       | Zwitserland | 4:07.29 PR | +11.02   |
| 7      | Magdalena Czyszczoń    | Polen       | 4:09.53    | +13.26   |
| 8      | Sofie Karoline Haugen  | Noorwegen   | 4:12.30    | +16.03   |
| 9      | Josie Hofmann          | Duitsland   | 4:13.13    | +16.86   |
| 10     | Laura Lorenzato        | Italië      | 4:13.98    | +17.71   |
| 11     | Sandrine Tas           | België      | 4:14.19    | +17.92   |
| 12     | Ramona Härdi           | Zwitserland | 4:14.35    | +18.08   |
| 13     | Aurora Grinden Løvås   | Noorwegen   | 4:14.52 PR | +18.25   |
| 14     | Maira Jasch            | Duitsland   | 4:15.63 PR | +19.36   |
| 15     | Michelle Uhrig         | Duitsland   | 4:15.77    | +19.50   |
| 16     | Zuzana Kuršová         | Tsjechië    | 4:16.19    | +19.92   |

## IJs- en klimaatcondities
|                  | Start   | Eind    |
| ---------------- | ------- | ------- |
| Tijd             | 20:28   | 21:09   |
| Luchttemperatuur | 17,6°C  | 17,4°C  |
| IJstemperatuur   | -10,3°C | -10,8°C |
| Luchtvochtigheid | 45,2 %  | 45,4 %  |